# V (musikalbum av Truckfighters)
V är det svenska stonerrockbandet Truckfighters femte studioalbum som gavs ut 30 september 2016.

## Låtlista
Alla låtar är skrivna av Oskar Cedermalm och Niklas Källgren.
| Nr | Titel                 | Längd |
| -- | --------------------- | ----- |
| 1. | Calm Before the Storm | 8:15  |
| 2. | Hawkshaw              | 6:00  |
| 3. | The 1                 | 6:04  |
| 4. | Gehenna               | 6:52  |
| 5. | The Contract          | 7:15  |
| 6. | Fiend                 | 5:55  |
| 7. | Storyline             | 8:02  |

Bonusspår
| Nr | Titel                                | Längd |
| -- | ------------------------------------ | ----- |
| 8. | Bonum                                |       |
| 9. | Calm Before the Storm (Instrumental) |       |

## Medverkande

### Truckfighters
- Oskar Cedermalm (Ozo) - bas, sång
- Niklas Källgren (Dango) - gitarr

### Övriga musiker
- Daniel Israelsson (El Danno) - trummor (spår 1, 2, 4, 5, 6, 7 och 9)
- Peter Damin - trummor (spår 3)
- Oscar Johansson (Pezo) - trummor (spår 8)